# Если
«Если» (з рос. — «Якщо») — російський журнал фантастики, виходить з 1991 по 2013 и з 2015 по 2016 рік. Публікує науково-фантастичні і фентезійні оповідання та повісті російських та зарубіжних авторів, футурологічні статті, рецензії на які вийшли жанрові книги і фільми, жанрові новини і статті про видатних особистостей, стани і напрямки розвитку фантастики.

## Історія
Журнал заснований в 1991 рік у ще за часів СРСР. У 1991 році вийшов тільки перший номер. У 1992 рік у вийшло 4 номери, далі журнал виходив майже щомісяця, лише іноді в здвоєному вигляді. Спочатку журнал позиціонувався як журнал фантастики та футурології, причому фантастики зарубіжної, такої, яка раніше не публікувалася. «У нашому журналі будуть публікуватися тільки не видані в СРСР твори зарубіжних письменників-фантастів» — говорить вітання до читачів в № 1 за 1991. Однак уже в № 3 (18) за 1994 року було дано анонс публікацій російських письменників. «Судячи з усього, в доступному для огляду майбутньому „Если“ так і залишиться єдиним щомісячним журналом фантастики, а тому просто зобов'язаний стежити за поточним російським літературним процесом». Журнал «Если», № 3 (18) 1994, а в № 8 (22) за 1994 рік була опублікована розповідь-мініатюра Олександра Сілецького «День гри» і далі твори російських авторів публікувалися майже в кожному номері. «Ювілейні» № 6 (100) за 2001 рік та № 10 (200) за 2009 рік повністю складаються з творів російських авторів.
З № 5 (41) за 1996 рік разом зі зміною формату з обкладинки зникло слово «футурологія» і поступово зійшли нанівець футурологічні статті та новини. З 2015 року футурологічні статті знову публікуються.
Поточний віковий рейтинг журналу «12+». У 2012 році № 10 і № 11 були відзначені рейтингом «16+». У більш ранніх номерах велика частина матеріалів відповідає рейтингу «12+», деякі матеріали — «16+».

### З 1991 по 1996— старий формат
З 1991 року по № 4 (40) за 1996 рік журнал виходив у видавничому домі «Московские новости» в форматі А4 на газетному папері з чорно-білими ілюстраціями і обсягом 96 сторінок.
Журнал був організований за аналогією з ходом наукового дослідження. Фантастичні оповідання, повісті та романи публікувалася з тегами «Мотив», «Завдання», «Збір даних», «Умови», «Гіпотеза», «Експеримент» і «Результат», іноді — «Корекція», після якої могли слідувати ще один «Експеримент» і «Результат». Після фантастичного твору в більшості випадків слідувала науково-популярна стаття, тематика якої перетиналася з елементами твори. Таким чином з фантастичних творів і статей вишиковувалося футурологічне дослідження.
До № 7 (21) за 1994 рік тираж журналу становив від 75 до 150 тис. Примірників, далі поступово знижувався від 50 до 20 тис. Примірників.
Журнал друкувався в ІПК «Московська правда».

### З 1996 по 1998— формат з кольоровим «Відеодромом»
З № 5 (41) за 1996 рік журнал видавався видавничим домом «Улюблена книга» в «кишеньковому» форматі А5, на крейдованому папері з кольоровим розділом «Відеодром» в кінці номера.
Організація журналу була змінена — теги футурологічного дослідження зникли, проза перестала бути організованою в певному порядку. Зміст було упорядковано за рубриками, забезпеченими піктограмами — спочатку перераховувалася фантастична проза — романи, повісті, оповідання, потім публіцистика, критика і так далі. Відразу після зміни формату обсяг журналу становив 260—280 сторінок. Однак вже до № 1 (49) за 1997 рік журнал досяг рівня 304—320 сторінок (про що перші півроку свідчив значок на обкладинці).
З № 6 (42) за 1996 рік у журналу з'явився номер ISSN 0136-0140  0136-0140. З № 7 (55) за 1997 рік зміст журналу став двохсторінковим з короткими редакційними анотаціями до творів і статей. З № 10 (58) за 1997 рік журнал знову виходить на газетному папері.
Журнал друкувався General Press Publication SA. C № 4 (64) за 1998 рік — в Словаччині за сприяння фірми Discovery. Тираж — 20 тис. примірників.

### З 1999 по 2012— формат без кольорових сторінок
Журнал витримав кризу 1998 року, але не без труднощів: з № 10 (70) за 1998 рік тираж був скорочений до 10 тис. Примірників, розділ «Видеодром» позбувся кольору, два номери було випущено здвоєними — № 11-12 (71) за 1998 рік та № 1-2 (72) за 1999 рік.
До № 5 (75) за 1999 рік журнал друкувався на «Ярославському поліграфічному комбінаті», № 7 (77) та № 8 (78) — у друкарні «Вікторія-Принт». З № 9 (79) журнал друкується на «Красногорський друкарні» і «Чеховському поліграфічному комбінаті».
До кінця 2002 рік а тираж піднявся до рівня 14 тис. Примірників і залишався таким протягом майже 10 років. З № 3 (229) за 2012 рік тираж становив 11-12 тис. Примірників. Поточний ISSN 1680-645X  1680-645X з'явився, починаючи з № 1 (167) за 2007 рік. C № 10 (104) за 2001 рік четверта сторінка обкладинки журналу містить штрихкод 9771680645003 за стандартом ISSN, а з 2006 року штрихкод доповнювався номером журналу в форматі ГГМММ.

### Закриття у 2012 році
Наприкінці 2012 року журнал був закритий видавництвом ТОВ «Сова-фільм», яке вирішило відмовитися від нього, так як у журналу зникла поштова підписка, що давала 5000 передплатників, і журнал став збитковим.
29 жовтня 2012 рік а Едуард Геворкян повідомив про завершення роботи редакції журналу.
В останньому № 12 (238) за 2012 рік на 288 сторінці наведено звернення головного редактора до читачів про закриття журналу, а також коментар від редакції.
 На жаль, все в нинішньому році зійшлося в фокусі: і рішення видавця, і диктат фірм-розповсюджувачів, і зростаюча безкоштовна роздача «Если» в Мережі, і масовий викид на ринок різного роду «читалок». Але якщо з першими двома обставинами редакція все-таки могла б упоратися, то впоратися з останніми нам не під силу.

… І вже не від імені головного редактора, який придумав, створив і протягом двадцяти років випускав журнал, а від імені самого «Если» я не прощаюся з вами, але кажу вам: До побачення. — Олександр Шалганов
У січні 2013 рік а офіційний сайт був закритий на реконструкцію і на ньому було вивішено оголошення про пошук нового видавця. У вересня 2013 Дмитро Байкалов в своєму блозі повідомив, що переговори з різними організаціями про відродження журналу поки нічого не дали.
На XVI конгресі «Мандрівник» основною темою стало обговорення відродження журналу фантастики на базі «Если», але з поверненням футурологічного блоку.

### Відродження журналу в 2015 році
У квітня 2015 на сайті журналу і в блозі Дмитра Байкалова з'явилося повідомлення, що журнал відроджений і його новий випуск (№ 1 (239) за 2015 рік) вже відправлений в друкарню. Презентація виходу відродженого журналу відбулася на фестивалі Єврокон 2015 Санкт-Петербурзі. У червні-липні перший номер був доставлений передплатникам.
Під впливом спонсора, компанії РВК, концепція журналу змінилася. «Если» з альманаху художніх творів перетворився на літературно-критичне видання з фантастики та футурології. За словами комерційного директора «Если» Олександра Кривцова, журнал збитковий і існує на гроші спонсора — будівельної компанії.
Журнал виходить форматі А5 з кольоровими ілюстраціями та оформленням. Матеріали в номері розділені на 3 частини — «Минуле», «Справжнє» і «Майбутнє». Кожна частина містить художні твори, а також історичні, аналітичні або футурологічні статті. Рецензії, новини і «Видеодром» розташовані в частині «Справжнє».
Періодичність журналу знижена до 6 номерів на рік. У 2015 році випущено 5 номерів, № 1 (239) за 2015 рік позначений на обкладинці як «березень-квітень-2015», однак подальші номери не мають прив'язки до місяцях.
Обсяг журналу 256 сторінок, наклад 10 тис. Примірників. Друкується в друкарнях «МДМ-принт» (№ 1), МСТ (№ 2, № 3), Типографський комплекс «Девіз» (№ 4, № 5). Номер ISSN 1680-645X збережений, однак штрихкод змінений на 9771680645102 зі збереженням доповнення, що кодує порядковий номер журналу. Свідоцтво про реєстрацію ЗМІ ПІ № ФС77-61630 від 07 травня 2015 року.

## Поширення
З 1993 рік а журнал розповсюджувався по підписці на території Росії, України, Білорусі і Казахстану. У роздріб надходив в обмеженій кількості — переважно в торговельну мережу Москви, Московської області, Санкт-Петербург а; з 2001 року — Харкова.
Надходження в роздрібний продаж зазвичай відбувалося в останніх числах місяця, що передує титульному місяця журналу.
З жовтня 2015 року журнал розповсюджується за передплатою через офіційний сайт [Архівовано 22 вересня 2016 у Wayback Machine.]. З 2016 рік а крім підписки через сайт, «Роспечать» і «Пресу Росії» плануються роздрібні продажі.

## Зміст
Типове зміст номера журналу:
- 1-2 повісті;
- 4-7 оповідань;
- 3-6 рецензій на фільми, що вийшли в російському прокаті;
- 5-10 односторінкових рецензій на недавно опубліковані в Росії книги;
- 1-3 розширених рецензій на опубліковані книги;
- «Курсор» — жанрові новини;
- Статті (мемуари, публіцистика, полеміка);
- «Персоналії» — відомості про авторів прозових творів номера.

Зрідка замість повістей публікувався роман (в скороченому вигляді або з розбивкою на дві частини).
Деякі номери є тематичними, хоча це не оголошується безпосередньо, наприклад, № 6 (172) за 2007 рік — альтернативна історія і паралельні світи, № 3 (181) за 2008 рік — медицина, № 8 (186) за 2008 рік — міська фентезі, № 10 (212) за 2010 рік — ксенофантастика. Тематичні номера позначалися в змісті в 1994—1996 роках.
У 2015 році всі номери тематичні, тема позначена на обкладинці. № 1 — «Космос», № 2 — «Місто майбутнього», № 3 — «Люди і роботи», № 4 — «Біотех для людей», № 5 — «Розум у Всесвіті».
З 1997 по 2008 рік проводилося голосування «Приз читацьких симпатій» за творами, які вийшли в цьому році в журналі і в Росії взагалі. Підсумки голосування були основою для премії «Сигма-Ф».

### Конкурс «Альтернативна реальність»
Починаючи з № 11-12 (25) за 1994 рік раз на півроку журнал проводив конкурс «Альтернативна реальність» — публікувався кращий присланий в редакцію розповідь від автора-початківця. До 1998 рік а надіслані роботи попередньо відбиралися Московським клубом любителів фантастики, редакція вибирала переможця з 3-4 фіналістів. Одним з переможців конкурсу став Михайло Тирін, чий дебютний розповідь «Малі можливості» був опублікований в № 7 (43) за 1996 рік.

### Конкурс «Банк ідей»
Раз на рік, з 1995 до 2006 рік, журнал проводив конкурс «Банк ідей» — читачі намагалися розгадати задум або розв'язку оповідання з його початку або короткому переказу. Конкурс був згорнутий в № 4 (158) за 2006 рік у зв'язку зі зниженням інтересу читачів.
З № 10 (200) за 2009 рік конкурс був відновлений, проте тепер читачам потрібно було запропонувати кінцівку ще не завершеного розповіді. У свою чергу, автор оповідання «зобов'язується уважно вивчити всі оригінальні НФ-ідеї і завершити розповідь відповідно до тієї, яка здасться йому найбільш цікавою». На лютий 2011 року конкурс в новому вигляді проводився один раз.

## Творча рада
При журналі організований творчий рада, який бере активну участь у формуванні номерів. Вперше рада наведено в № 1 (61) за 1998 рік. Поточний склад ради:
- Едуард Геворкян  — з № 5 (87) за 2000 рік;
- Олександр Громов  — з № 1 (107) за 2002 рік;
- Олег Дивов  — з № 7 (113) за 2002 рік;
- Марина і Сергій Дяченки  — з № 5 (87) за 2000 рік;
- Євген Лукін;
- Сергій Лук'яненко;
- Андрій Столяров;
- Олександр Шалганов з № 1 (239) за 2015 рік;

Раніше до складу ради також входили:
- Юрій Брайдер  — по № 4 (86) за 2002 рік;
- Кир Буличов — по № 10 (128) за 2003 рік;
- Володимир Михайлов — з № 5 (87) за 2000 рік по № 11 (189) за 2008 рік;
- Микола Чадович  — по № 4 (86) за 2002 рік;
- Борис Стругацький  — по № 12 (238) за 2012 рік.

## Призи та премії
Журнал був організатором щорічного Московського форуму фантастики, засновником призу читацьких симпатій «Сигма-Ф» та співзасновником премії критиків «Філігрань».
У 2004 році журнал спільно з агентством новин «IMA-press» виступив засновником Меморіальної премії імені Кіра Буличова, яка вручається за результатами голосування професійного журі, що складається з письменників, критиків і журналістів.
У 2000 році на «Євроконі» журнал «Если» був визнаний кращим періодичним виданням фантастики в Європі.

### Офіційні ресурси «Если»
- Офіційний сайт журналу [Архівовано 22 вересня 2016 у Wayback Machine.]
- Офіційне співтовариство в ЖЖ [Архівовано 31 липня 2008 у Wayback Machine.]
- «Если» у «вк» [Архівовано 30 червня 2019 у Wayback Machine.]

### Про журнал на інших ресурсах
- Борис Невський. «Брати по розуму. Журнал „Если“» [Архівовано 11 серпня 2017 у Wayback Machine.] — стаття в журналі «Світ фантастики» (січень 2009)
- Бібліографія всіх номерів [Архівовано 11 серпня 2017 у Wayback Machine.] на сайті «Лабораторія фантастики»